# Existences
Existences (all things) est le 17e épisode de la saison 7 de la série télévisée X-Files. Dans cet épisode, Scully rencontre dans un hôpital un homme avec qui elle a eu une liaison alors qu'il était son professeur de médecine, une série de coïncidences l'amenant alors à se remettre en question.
Cet épisode a été écrit et réalisé par Gillian Anderson d'après ses propres croyances spirituelles. Il a obtenu des critiques mitigées.

## Résumé
Scully s'habille et quitte l'appartement de Mulder au petit matin alors que son partenaire est encore endormi. Quelques jours plus tôt, alors que Mulder est parti en Angleterre enquêter sur des cercles de culture, Scully se rend dans un hôpital où elle découvre par hasard que le docteur Daniel Waterston, dont elle était autrefois l'une des étudiantes, est alité en raison de problèmes cardiaques. Il s'avère que Scully et Waterston ont eu une liaison à cette époque et que Scully a décidé de le quitter, et d'abandonner une carrière médicale, pour entrer au FBI. Plus tard, alors qu'elle parle au téléphone avec Mulder tout en conduisant, Scully évite de justesse d'écraser une femme, son coup de frein lui permettant du même coup d'échapper à une collision avec un camion.
Scully retourne voir Waterston, celui-ci étant victime d'un arrêt cardiaque alors qu'ils discutent de leur passé commun. Scully parvient à le sauver mais l'état de Waterston demeure critique. Scully a ensuite une conversation avec Colleen Azar, un contact de Mulder en lien avec son enquête, au sujet des coïncidences successives qui l'ont affectée, Azar lui exposant ses croyances spirituelles dérivées du bouddhisme. Après une confrontation orageuse avec Maggie, la fille de Waterston, Scully revoit la femme qu'elle a failli écraser. Elle la suit et pénètre ainsi dans un temple bouddhiste où elle a une vision qui lui montre comment soigner Waterston.
Avec l'aide d'Azar et d'un guérisseur, Scully fournit des soins alternatifs à Waterston. Ce dernier retrouve la santé et confie à Scully qu'il souhaite reprendre sa relation avec elle. Scully, réalisant qu'elle a beaucoup changé depuis sa liaison avec Waterston, décline sa proposition et lui conseille plutôt de se réconcilier avec sa fille. En sortant de l'hôpital, Scully voit à nouveau la femme mystérieuse mais, quand elle la rattrape, il s'agit en fait de Mulder. Tous les deux ont ensuite dans l'appartement de Mulder une conversation sur les choix et le destin au cours de laquelle Scully s'endort, Mulder la couvrant alors tendrement.

## Distribution
- David Duchovny : Fox Mulder
- Gillian Anderson : Dana Scully
- Nicolas Surovy : Daniel Waterston
- Colleen Flynn : Colleen Azar
- Stacy Haiduk : Maggie Waterston
- Stephen Hornyak : le docteur Paul Kopeikan

## Production

### Écriture du scénario
Lors du tournage de la sixième saison de X-Files, Gillian Anderson demande à Chris Carter la permission d'écrire un épisode. Elle s'inspire pour son scénario du film Magnolia (1999) pour aborder l'idée « des coïncidences et des connexions entre les gens », ainsi que de ses propres croyances spirituelles et écrit ses grandes lignes en une seule séance. Elle le présente ensuite à Carter, qui approuve le caractère « intime et paisible » de l'histoire. La première version du scénario, encore incomplet, étant trop long de quinze pages, Carter et Frank Spotnitz apportent leur aide à Anderson pour sa version définitive.
Dans la version initiale du scénario, Scully et Waterston avaient seulement failli avoir une liaison, Scully ayant fait marche arrière quand elle avait découvert que Waterston était marié. Cette version ne suggérait pas non plus que Mulder et Scully aient passé la nuit ensemble, cette évolution de leur relation étant décidée par Carter et Spotnitz, qui estiment que cet épisode est l'occasion parfaite pour faire prendre un tour sentimental à la relation entre Mulder et Scully. Après avoir apporté au scénario les révisions nécessaires, Carter accède au souhait formulé par Gillian Anderson d'être également la réalisatrice de l'épisode.

### Tournage
Kim Manners apporte son aide et ses conseils à Gillian Anderson pour sa première expérience en tant que réalisatrice. Anderson s'investit dans toutes les étapes de la production, participant au casting des acteurs, au choix des décors et supervisant la création des effets spéciaux. L'épisode étant trop long de dix minutes, elle décide également de couper au montage une grande partie de la longue conversation finale entre Scully et Waterston. Le temple bouddhiste qui apparaît dans l'épisode est entièrement construit en studio d'après les indications de l'actrice.
Pour la scène de vision dans ce temple, dans laquelle apparaissent des extraits d'épisodes précédents, l'équipe des effets spéciaux envisage d'abord de placer ceux-ci dans des bulles de savon en animation avant de se raviser et d'opter pour un effet slit-scan plus classique. Lors de la même scène, Scully visualise l’intérieur du corps de Waterston. L'acteur Nicolas Surovy doit pour cela s'étendre nu sur une plate-forme installée sur un fond bleu, ce plan étant ensuite combiné à celui des battements de son cœur via la technique du match moving.
Gillian Anderson insiste pour que la chanson The Sky Is Broken de Moby, tirée de l'album Play (1999), ait une place importante dans la musique de l'épisode car elle estime qu'elle s'accorde très bien aux thèmes du scénario. Elle envoie également à Mark Snow plusieurs CD musicaux pour lui donner une idée du style musical qu'elle souhaite avoir, incluant notamment l'utilisation du gong.
Malgré un accueil plutôt tiède de la critique, l'épisode est globalement bien accueilli par les fans, la production recevant après sa diffusion quantité d'appels et de lettres de téléspectateurs confiant qu'ils « avaient apprécié la vulnérabilité et la détermination tranquille dont Scully avait fait preuve dans cet épisode inhabituel ».

## Accueil

### Audiences
Lors de sa première diffusion aux États-Unis, l'épisode réalise un score de 7,5 sur l'échelle de Nielsen, avec 11 % de parts de marché, et est regardé par 12,18 millions de téléspectateurs. La promotion télévisée de l'épisode est réalisée avec le slogan « What is she hiding? Scully joined the F.B.I. to leave her past behind. Tonight... it catches up with her » (en français « Qu'est-ce qu'elle cache ? Scully a intégré le FBI pour laisser son passé derrière elle. Ce soir, il la rattrape »).

### Accueil critique
L'épisode reçoit un accueil mitigé de la critique. Parmi les critiques positives, Rich Rosell, du site Digitally Obsessed, lui donne la note de 4/5. Dans son livre, Tom Kessenich évoque un épisode « merveilleux » et salue le travail de développement du personnage de Scully ainsi que la représentation courageuse d'un moment sombre de son passé. Pour le site Daily Mars, cet épisode « essentiel puisqu’il constitue le point de basculement définitif de la relation personnelle entre les deux agents » est « une expérience intéressante, parfois légèrement maladroite mais plutôt réussie ».
Plus mitigé, Todd VanDerWerff, du site The A.V. Club, lui donne la note de C.
Du côté des critiques négatives, Paula Vitaris, de Cinefantastique, lui donne la note de 1/4, qualifiant la réalisation de « maladroite » et regrettant que le scénario soit en contradiction avec « le caractère et les motivations de Scully ». Dans leur livre sur la série, Robert Shearman et Lars Pearson lui donnent la note de 1/5. Le site Le Monde des Avengers lui donne la note de 1/4, estimant que c'est « un fiasco à peu près total où rien ne semble fonctionner », l'intrigue se perdant « dans un vaste clip New Age, développant tout un salmigondis de philosophies asiatiques » alors que la réalisation est « d'une grandiloquence consternante ».